# Antonina Połtawiec
Antonina Połtawiec (lit. Antonina Poltavec; ur. 24 lipca 1956 w Wilnie) – działaczka mniejszości polskiej na Litwie, była prezes nieistniejącej Polskiej Partii Ludowej. 

## Życiorys
W 1991 ukończyła Instytut Kultury w Leningradzie z dyplomem pracownika oświaty i kultury oraz reżysera filmowego. Jako dziennikarka współpracowała m.in. z Tygodnikiem Wileńszczyzny. Po wygranych przez Akcję Wyborczą Polaków na Litwie wyborach samorządowych z 1995 pracowała w samorządzie rejonu wileńskiego, m.in. jako kierownik Wydziału Informacji, Turystyki i Sportu, następnie zaś związała się ze spółką "Vilniaus Prochemas", pracując jako jej dyrektorka. 
W 2002 związała się z Polską Partią Ludową, której została przewodniczącą. W wyborach parlamentarnych z 2004 kandydowała w jednomandatowym okręgu Wilno–Szyrwinty jako konkurentka Leokadii Poczykowskiej z AWPL. Trzy lata później próbowała swoich sił jako liderka listy PPL w wyborach do rady miejskiej Wilna – w obu przypadkach bez powodzenia.
Zamężna, ma dwie córki. 